# Amatorski Klub Sportowy Wyzwolenie Chorzów
L'Amatorski Klub Sportowy Wyzwolenie Chorzów è società polisportiva polacca, con sede a Chorzów.

## Storia
La società venne fondata il 22 agosto 1910 a Königshütte, città dell'Impero tedesco, con il nome di Verein für Rasenspiele Königshütte. Dopo il passaggio della Slesia orientale alla Polonia dopo la prima guerra mondiale, nel 1924 la società assunse il nome Amatorski Klub Sportowy Królewska Huta, che divenne nel 1934 Amatorski Klub Sportowy Chorzów  quando Królewska Huta (nome polacco di Königshütte), venne unita ad altre città per formare Chorzów.
Con l'occupazione nazista della Polonia la società venne germanizzata ed assunse il nome di Fussball Verein Germania Königshütte. La sezione calcistica della società tra gli anni venti e l'inizio degli anni cinquanta fu molto competitiva, fornendo anche numerosi nazionali alla Polonia, e ottenendo il secondo posto nella Liga 1937.
Al termine della seconda guerra mondiale la società tornò polacca, e divenne tra il 1949 e 1955 Budowlani Chorzów, per poi tornare AKS Chorzów. Negli anni '80 emerse la sezione femminile di pallamano, che vinse tre titoli nazionali.

## Sezione calcio

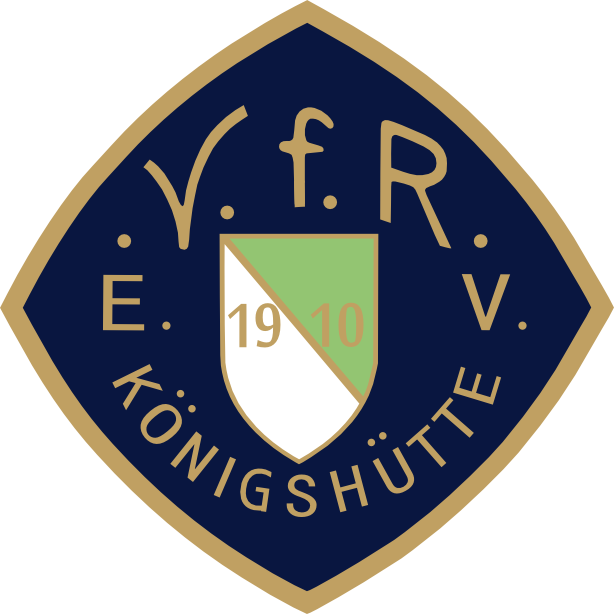
Stemma del VfR Königshütte

Il VfR Königshütte venne fondato nel 1910 e partecipava al campionato tedesco di calcio. Dopo la prima guerra mondiale la squadra partecipa al campionato polacco, esordendo come AKS Królewska Huta nella massima serie nella stagione 1925, chiusa al terzo e ultimo posto del girone Sud, a causa di quattro sconfitte sui quattro incontri disputati.
Nella stagione 1937 torna a giocare nella massima serie, ottenendo il secondo posto in campionato a due punti dai campioni del KS Cracovia. Nelle due stagioni successive, 1938 e 1939, la squadra ottenne un sesto ed un quarto posto, anche se quest'ultimo torneo non venne terminato a causa dello scoppio della seconda guerra mondiale. 

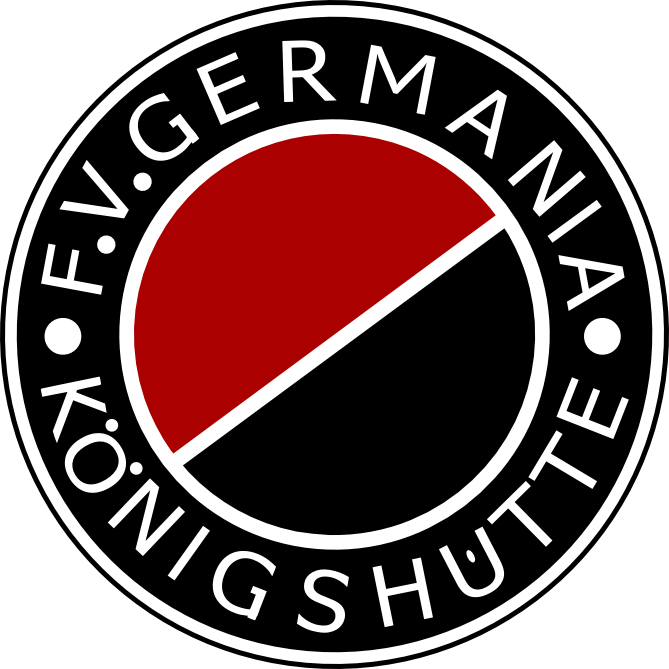
Stemma del FV Germania Königshütte

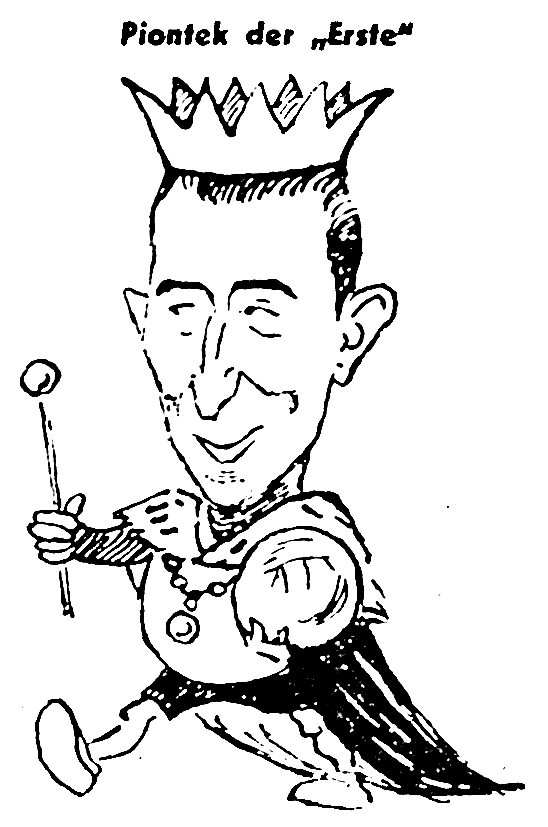
Caricatura di Leonard Piontek

Con l'occupazione nazista della Polonia la società venne germanizzata ed assunse il nome di Fussball Verein Germania Königshütte. La squadra, che aveva come giocatore simbolo Leonard Piontek, venne inserita nel sistema calcistico tedesco, che era suddiviso in numerosi tornei regionali, per giocare nella Gauliga Schlesien e poi, dal 1941, nella Gauliga Oberschlesien: il Germania fu la società slesiana più forte del periodo. Nella stagione 1941-1942 vinse la propria Gauliga e poté così accedere alla fase finale del torneo. Il Germania venne eliminato agli ottavi di finale dal First Vienna, futuro finalista del campionato. Il successo in Gauliga Oberschlesien viene bissato anche la stagione seguente, venendo stavolta eliminato al primo turno dal LSV Reinecke Brieg.
Anche nella Gauliga 1943-1944 ottiene l'accesso alla fase finale del torneo, venendo nuovamente eliminato al primo turno dai futuri campioni del Dresdner SC.
Al termine della seconda guerra mondiale la società torna polacca e partecipa alle prime due edizioni non ufficiali del campionato polacco. Dalla stagione 1948, campionato nel quale la società venne multata per aver giocato in un giorno feriale e non di domenica per le politiche nazionali anti-religiose, a quella del 1954 gioca nella massima serie polacca. Dal 1955 partecipa ai campionati minori polacchi.